# سیارک ۳۶۶۰
سیارک ۳۶۶۰ (به انگلیسی: 3660 Lazarev، نامگذاری:1978QX2) سه هزار و ششصد و شصتمین سیارک کشف شده‌است که در ۳۱ اوت ۱۹۷۸ کشف شد.
قدر مطلق سیارک برابر ۱۱٫۵۰ است.